# 李小加
李小加（Li Xiaojia, Charles, 1961年—），在美国留学并长期在美国大行工作，其家属都有美国国籍。他是前摩根大通中國區行政總裁，專注於亞洲、北美及中國的投資業務。2009年6月3日，香港交易所正式委任李小加接替周文耀擔任香港交易所行政總裁，該任命于2010年1月16日起生效。2021年10月合約期滿後將不再續任。李小加现在是全国政协委员。

## 生平
1984年畢業於廈門大學外文學院英語專業，畢業後任中宣部《中國日報》社記者。1986年赴美留學，先後獲得美國阿拉巴馬大學新聞系碩士學位和哥倫比亞大學法律博士學位。曾先後任職於華爾街著名的達維律師事務所與布朗伍德律師事務所，主要從事金融證券與兼併收購工作。在此期間，李小加曾作為中華人民共和國財政部美國律師參與發行了中華人民共和國第一次全球主權債的發行工作。也參與了中國最早一批國企跨境上市的交易，是中國金融證券業改革開放的最早實踐者之一。
1994年加入美林證券，主要從事中國政府與企業的融資與海外發展工作。1999年任美林證券中國區總裁，負責中國業務的決策與發展。在美林期間，李小加主持牽頭進行中國海洋石油、中國移動、中國電信等一系列資本市場的重大交易與發行。
2003年3月-2009年9月為摩根大通任中國區主席。李小加牽頭進行業內多項重大交易，包括中海油196億美元競購美國尤尼科等。2006年，摩根大通成功完成中海油、中國鋁業、中國招商銀行等股票發行上市工作。李小加參與策劃發起的中國海洋石油競購尤尼克事件，則被認為開創了中國企業的新時代。
2009年6月3日，香港交易所正式委任李小加接替周文耀擔任香港交易所行政總裁，該任命于2010年1月16日起生效。2021年10月合約期滿後將不再續任。
2020年10月獲頒銀紫荊星章。
2020年10月30日，政府刊憲委任李小加任港大校務委員，任命下月1日起生效，任期3年。

## 争议
2019年5月，楊金隆以家庭原因為理由離任港交所前上市部門IPO審查小組聯合主管。其後金融界開始流傳有前上市科高層懷疑涉貪，協助不合資格企業上市被調查。
及至2019年6月楊金隆被捕，今年3月遭廉署落案起訴，指他涉嫌公職人員接受利益及行為失當，從上市顧問林楚華收取二百萬港元，作為傾向優待創業板公司申酉控股（8377）申請上市的報酬。另外，楊涉嫌對港交所隱瞞林把九百一十五萬港元轉賬給他太太的戶口。
四十三歲的楊金隆與史琳同年加入港交所。外界一直有傳二人是李小加親自聘用。去年六月楊出事後，李小加曾公開否認，強調自己只會參與二人的上司前上市科主管戴林瀚職級的聘請工作，擺出置身事外的態度。
被公開追問在事件上有何責任時，李小加將事件比喻做「爛蘋果」，直言再好的制度下都不能杜絕，以此将自己置身事外，不需要负责任。然而2019年10月上市科開始出現連串人事變動，反映政府有意处理港交所的內部問題。李小加作為港交所管理層第一把手，更有不可推卸的責任。